# Dolichopus nivalis
Dolichopus nivalis är en tvåvingeart som beskrevs av Vaillant 1973. Dolichopus nivalis ingår i släktet Dolichopus och familjen styltflugor. Inga underarter finns listade i Catalogue of Life.